# Frederike Kaltheuner

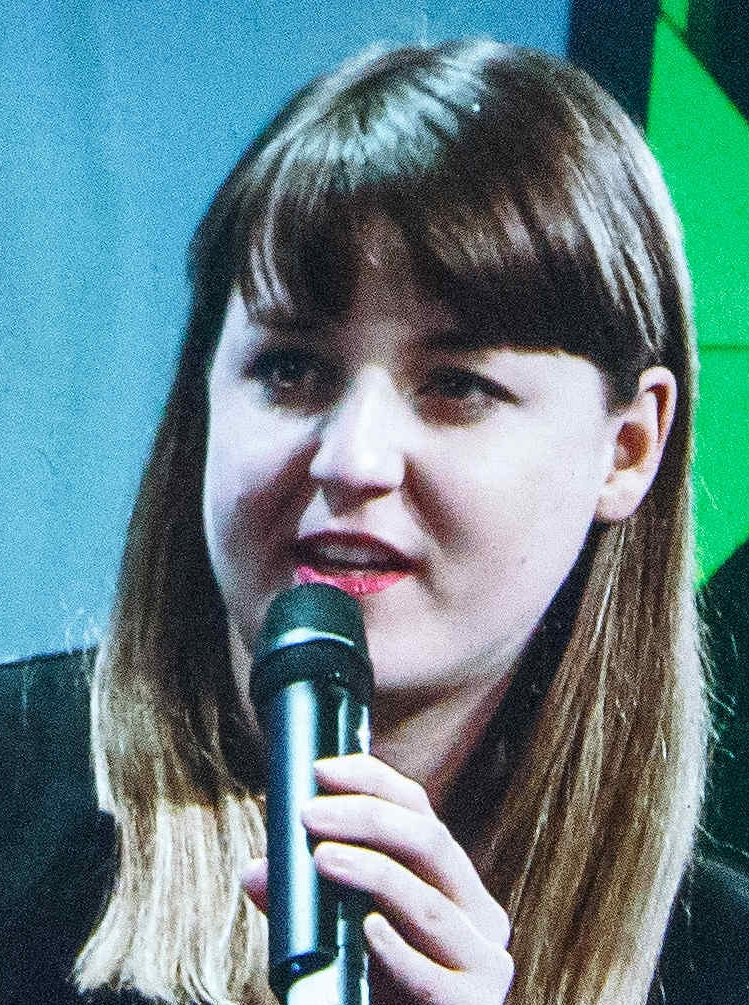
Frederike Kaltheuner bei der re:publica 2018

Frederike Kaltheuner (* 1989 in Bergisch Gladbach) ist eine deutsche Politikberaterin, Digitalexpertin, Datenschutzaktivistin und Autorin.

## Leben und Wirken
Frederike Kaltheuner studierte Philosophie und Politikwissenschaften an der Universität Maastricht sowie Internetwissenschaften an der University of Oxford. Als Wissenschaftlerin arbeitete sie an der Universität Amsterdam und an der Boğaziçi Üniversitesi in Istanbul. Von 2008 bis 2013 war sie Stipendiatin der Studienstiftung des deutschen Volkes.

### Forschung
2015 war sie als wissenschaftliche Fellow am Centre for Internet and Human Rights der Europa-Universität Viadrina tätig. 2016 war sie Transatlantic Digital Fellow im Bereich Cybersecurity und Plattformenregulierung des Global Public Policy Institute in Deutschland und der New America Foundation in den USA. Von 2019 bis 2020 war sie Fellow für Public Interest Tech Policy bei der Mozilla Foundation. Aus der Forschung in dieser Zeit resultierte die von ihr herausgegebene Publikation FakeAI.

### Politikberatung & zivilgesellschaftliches Engagement
Von 2016 bis 2019 leitete sie den Bereich Überwachungskapitalismus bei der Organisation Privacy International in London. Zwischen 2020 und 2021 war sie Gründungsdirektorin des European AI and Society Fund, der die Entwicklung von Künstlicher Intelligenz sowie die Regulierung ebendieser fördert. 2021 war sie Sonderberaterin der Vizepräsidentin der Europäischen Kommission, Věra Jourová. Von 2022 bis 2023 verantwortete sie als Direktorin den Bereich Technologie und Menschenrechte bei Human Rights Watch. Seit 2024 leitet sie den Bereich Europäische und globale Governance des US-amerikanischen Politik-Thinktanks AI Now Institute.
Als Sachverständige für Digitalpolitik und Künstliche Intelligenz hat sie in Anhörungen das belgische Parlament, das britische House of Lords, das Europäische Parlament und die Vereinten Nationen beraten. Ihre Artikel zu Technologieentwicklung erscheinen regelmäßig in der internationalen Presse.

## Schriften
- DatenGerechtigkeit (mit Nele Obermüller), Berlin: Nicolai-Verlag 2018. ISBN 978-3-96476-011-1
- FakeAI (als Herausgeberin), Manchester: Meatspace Press 2021. ISBN 978-1-913824-03-7